# Scandicus
Le scandicus (du latin scandere, s’élever) est un neume utilisé pour transcrire le chant grégorien. C'est un groupe de trois notes en montée, qu'il n'est pas possible de distinguer du salicus dans l'édition vaticane. Dans les éditions de Solesmes, le salicus se distingue par un épisème vertical sur la deuxième note.

## Différentes formes graphiques
Dans la notation vaticane, ce neume se note soit comme un punctum précédant un podatus , soit comme un podatus suivi d'une virga  , suivant la représentation qui permet d'obtenir une forme liée. Quand les deux formes sont possibles, c'est la première qui est retenue ; quand les deux intervalles sont d'une tierce ou plus (ce qui est très rare), c'est la seconde qui est employée.

## Origine
Sa forme cursive  correspond à une virga précédée de deux punctum (ou plus), c’est-à-dire une Virga praepunctis, et sa représentation étymologique devrait être . L'étymologie montre bien que les deux premières notes sont des notes de préparation, généralement légères, et que c'est le sommet mélodique qui est important et reçoit l'accentuation.
Les punctum peuvent être remplacés par des tractulus , ce qui dénote une montée épisémée (donc plus ample). Ces épisèmes ne sont jamais retranscrits par les éditions de Solesme.

## Interprétation
L'interprétation ne pose guère de problème : l'accent mélodique du neume est évidemment sur la troisième note, qu'il faut donc renforcer d'un accent d'intensité.
Les deux premières notes sont pratiquement des notes d'ornementation. La première note ne doit donc pas recevoir d'accent d'attaque, sauf si sa position dans la phrase mélodique le justifie par ailleurs : soit que le neume est en début d'incise, soit que la première note correspond à une reprise d'un mouvement mélodique déjà ascendant.
La troisième note est le pôle fort de ce neume. Sa durée dépend de la suite de la mélodie, mais est généralement plutôt "pleine" par opposition aux deux qui précèdent.